# Музей музичних інструментів (Фінікс)
Музей музичних інструментів (англ. Musical Instrument Museum (MIM)) — знаходиться в місті Фінікс, штат Аризона. Відкритий у квітні 2010 року, це найбільший музей такого типу у світі. Колекція з понад 15 000 музичних інструментів та пов'язаних з ними предметів містить приклади майже з 200 країн та територій, що представляють кожен населений континент світу. Деякі великі країни, такі як США, Мексика, Індія, Китай та Бразилія, мають кілька дисплеїв із підрозділами для різних типів етнічної, народної та племінної музики.